# Чемпионат Греции по волейболу среди мужчин
Чемпионат Греции по волейболу среди мужских команд — ежегодное соревнование волейбольных клубов, организуемое Греческой Волейбольной Федерацией (ЕОПЕ). Проводится по системе «осень-весна» с 1936 года. 

## История
A1 Ethniki (греч. Α1 Εθνική Κατηγορία) — высшая лига греческого чемпионата. Первый розыгрыш был в сезоне 1935—1936 годов. До 1944 года было разыграно 6 чемпионатов, затем розыгрыш был возобновлен лишь через 15 лет. В 2000-х годах являлся одной из сильнейших мужских волейбольных лиг Европы.

## Формула соревнований
В сезоне 2024/25 чемпионат в дивизионе А1 включал два этапа — предварительный и плей-офф. На предварительной стадии команды играли в два круга. 8 команд вышли в плей-офф и по системе с выбыванием определила финалистов, которые разыграли первенство. Серии матчей проводились до трёх побед одного из соперников. 
За победы со счётом 3:0 и 3:1 команды получают 3 очка, 3:2 — 2 очка, за поражение со счётом 2:3 — 1 очко, 0:3 и 1:3 — 0 очков.
В чемпионате 2024/25 в дивизионе А1 участвовали 10 команд: «Панатинаикос» (Афины), «Олимпиакос» (Пирей), «Милон» (Неа-Змирни), ПАОК (Салоники), «Фойникас-Сиру» (Эрмуполис), «Кифисиас» (Кифисия), ОФИ (Ираклион), «Флоисвос Палеу-Фалиру» (Палеон-Фалирон), «Пигасос-Полихнис» (Салоники), «Атлос Орестидас» (Орестис). Чемпионский титул выиграл «Панатинаикос», победивший в финальной серии «Олимпиакос» 3-0 (3:1, 3:2, 3:2). 3-е место занял «Милон».

## Чемпионы
| Сезон     | Чемпион         |
| --------- | --------------- |
| 1936      | Панеллиниос     |
| 1937      | Панеллиниос     |
| 1938      | Патрас          |
| 1939      | Панеллиниос     |
| 1940      | Панеллиниос     |
| 1941-1943 | не разыгрывался |
| 1944      | Панеллиниос     |
| 1945-1960 | не разыгрывался |
| 1961      | Панеллиниос     |
| 1962      | «Милон» Афины   |
| 1963      | Панатинаикос    |
| 1964      | «Милон» Афины   |
| 1965      | Панатинаикос    |
| 1966      | Панатинаикос    |
| 1967      | Панатинаикос    |
| 1968      | Олимпиакос      |
| 1969      | Олимпиакос      |
| 1970      | Панатинаикос    |
| 1971      | Панатинаикос    |
| 1972      | Панатинаикос    |
| 1973      | Панатинаикос    |
| 1974      | Олимпиакос      |
| 1975      | Панатинаикос    |

| Сезон | Чемпион      |
| ----- | ------------ |
| 1976  | Олимпиакос   |
| 1977  | Панатинаикос |
| 1978  | Олимпиакос   |
| 1979  | Олимпиакос   |
| 1980  | Олимпиакос   |
| 1981  | Олимпиакос   |
| 1982  | Панатинаикос |
| 1983  | Олимпиакос   |
| 1984  | Панатинаикос |
| 1985  | Панатинаикос |
| 1986  | Панатинаикос |
| 1987  | Олимпиакос   |
| 1988  | Олимпиакос   |
| 1989  | Олимпиакос   |
| 1990  | Олимпиакос   |
| 1991  | Олимпиакос   |
| 1992  | Олимпиакос   |
| 1993  | Олимпиакос   |
| 1994  | Олимпиакос   |
| 1995  | Панатинаикос |
| 1996  | Панатинаикос |
| 1997  | Арис         |
| 1998  | Олимпиакос   |

| Сезон | Чемпион      |
| ----- | ------------ |
| 1999  | Олимпиакос   |
| 2000  | Олимпиакос   |
| 2001  | Олимпиакос   |
| 2002  | Ираклис      |
| 2003  | Олимпиакос   |
| 2004  | Панатинаикос |
| 2005  | Ираклис      |
| 2006  | Панатинаикос |
| 2007  | Ираклис      |
| 2008  | Ираклис      |
| 2009  | Олимпиакос   |
| 2010  | Олимпиакос   |
| 2011  | Олимпиакос   |
| 2012  | Ираклис      |
| 2013  | Олимпиакос   |
| 2014  | Олимпиакос   |
| 2015  | ПАОК         |
| 2016  | ПАОК         |
| 2017  | ПАОК         |
| 2018  | Олимпиакос   |
| 2019  | Олимпиакос   |
| 2020  | Панатинаикос |
| 2021  | Олимпиакос   |
| 2022  | Панатинаикос |
| 2023  | Олимпиакос   |
| 2024  | Олимпиакос   |
| 2025  | Панатинаикос |

## Титулы
| Клуб                 | Титулы | Сезоны |
| -------------------- | ------ | --- |
| «Олимпиакос» Пирей   | 32     | 1968, 1969, 1974, 1976, 1978, 1979, 1980, 1981, 1983, 1987, 1988, 1989, 1990, 1991, 1992, 1993, 1994, 1998, 1999, 2000, 2001, 2003, 2009, 2010, 2011, 2013, 2014, 2018, 2019, 2021, 2023, 2024 |
| «Панатинаикос» Афины | 21     | 1963, 1965, 1966, 1967, 1970, 1971, 1972, 1973, 1975, 1977, 1982, 1984, 1985, 1986, 1995, 1996, 2004, 2006, 2020, 2022, 2025                                                                   |
| «Панеллиниос» Афины  | 6      | 1936, 1937, 1939, 1940, 1944, 1961 |
| «Ираклис» Салоники   | 5      | 2002, 2005, 2007, 2008, 2012 |
| ПАОК Салоники        | 3      | 2015, 2016, 2017 |
| «Милон» Неа-Змирни   | 2      | 1962, 1964 |
| «Патрас» Патры       | 1      | 1938 |
| «Арис» Салоники      | 1      | 1997 |